# Oficerska Szkoła Łączności
Oficerska Szkoła Łączności im. Bolesława Kowalskiego (OSŁ) – szkoła wojskowa Sił Zbrojnych PRL

## Formowanie

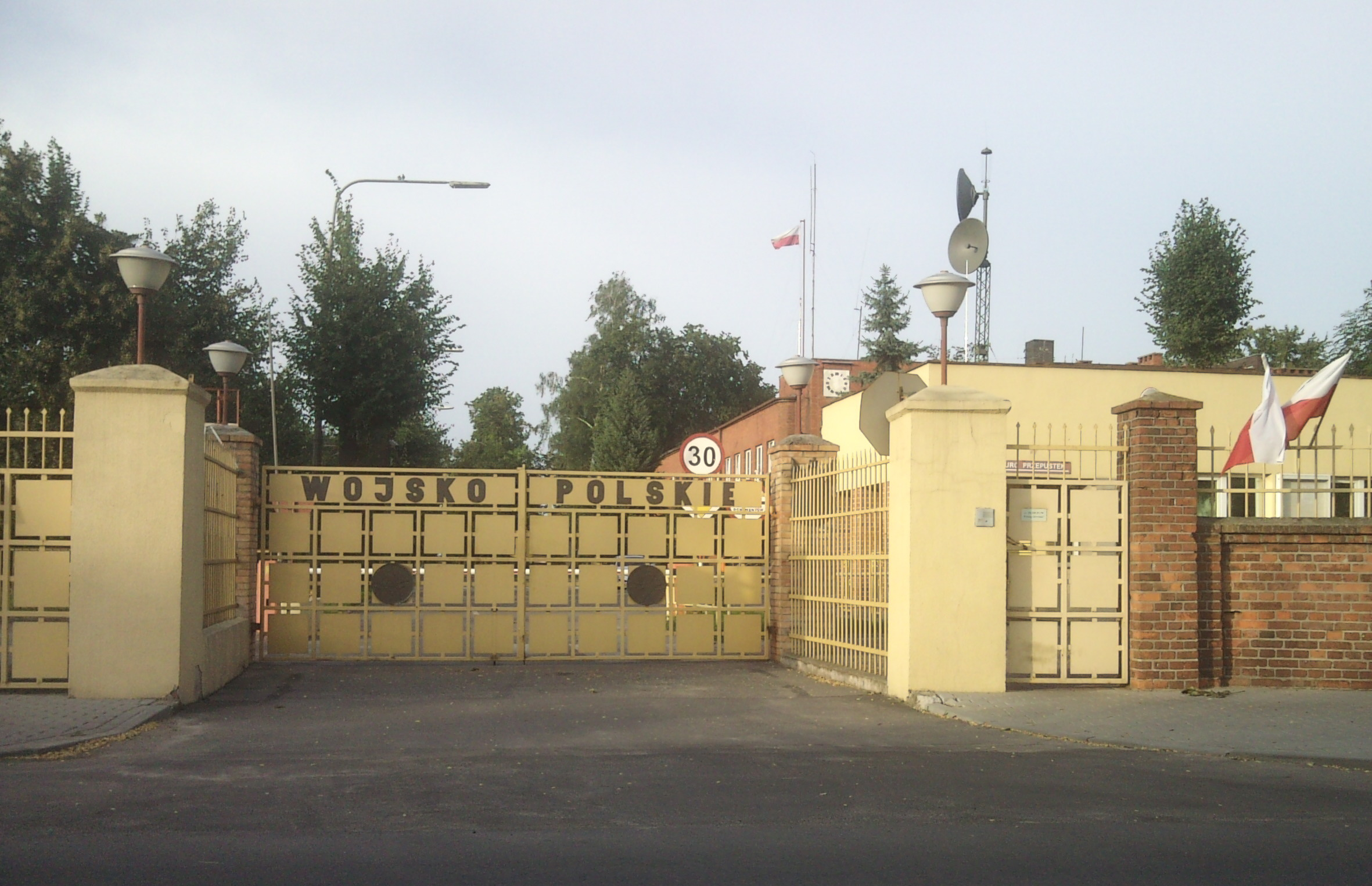
Sieradz – w tych koszarach stacjonowała Oficerska Szkoła Łączności Przewodowej

Szkoła została utworzona rozkazem Naczelnego Dowódcy WP z 19 października 1944 w Zamościu. Do jej formowania wykorzystano 67 Samodzielny Zapasowy Batalion Łączności Armii Czerwonej, Szkołę Radiową Sztabu Partyzanckiego i Oddział Łączności Centralnej Szkoły Podchorążych. Szkoła etatowo miała: 236 oficerów, 90 podoficerów, 132 szeregowych oraz 800 słuchaczy-podchorążych. Do października 1945 szkoła wykształciła 836 absolwentów. W październiku 1945 OSŁ została przeniesiona do Sieradza. W ramach szkoły utworzono Kurs Doskonalenia Oficerów Łączności dla 60 słuchaczy. W czerwcu 1950 szkołę rozformowano. W jej miejsce powstały Oficerska Szkoła Łączności Przewodowej w Sieradzu i Oficerska Szkoła Łączności Radiowej w Zegrzu.
Oficerska Szkoła Łączności Przewodowej (OSŁP) została zorganizowana w oparciu o kadrę i bazę sprzętową rozwiązanej OSŁ. W związku z redukcją sił zbrojnych szkoła w 1955 została rozformowana. W ciągu pięciu lat szkołę ukończyło 1087 słuchaczy.
Oficerska Szkoła Łączności Radiowej (OSŁR) powołana została rozkazem MON nr 050/Org. z 6 czerwca 1950 w oparciu o szkolny pułk radio w Zegrzu. Zgodnie z etatem liczyła ona: 277 wojskowych i 93 kontraktowych pracowników stanu stałego oraz 360 podchorążych i 100 oficerów – słuchaczy stanu zmiennego. W ciągu 5 lat istnienia szkołę ukończyło 1248 podchorążych.
W styczniu 1956 r. Oficerska Szkoła Łączności Radiowej została przemianowana na Oficerską Szkołę Łączności. Etat szkoły przewidywał 340 wojskowych i 123 kontraktowych pracowników stałego stanu osobowego oraz 650 podchorążych. W 1967 r. szkołę przekształcono w Wyższą Szkołę Oficerską Wojsk Łączności.

## Kierunki kształcenia
Słuchacze OSŁ kształceni byli w następujących specjalnościach:
- profil dowódców plutonów i dowódców radiolinii – technik radiokomunikacji o specjalności eksploatacja urządzeń radiokomunikacyjnych
- profil radiotechniczny – technik o specjalności radiomechanika
- profil telekomunikacji – technik o specjalności eksploatacja urządzeń teletechnicznych łączeniowych.

## Struktura OSŁ (1956)
- komenda
- wydział ogólny
- wydział techniczny
- wydział polityczny
- sekcja finansowa
- jednostki dydaktyczne
  - cykl taktyki ogólnej
  - cykl taktyki łączności
  - cykl telefoniczno-telegraficzny
  - cykl radio i elektrotechniki
  - cykl służby ruchu radio
  - cykl polityczny
  - cykl ogólnokształcący
- poligon szkolny
- batalion podchorążych
- kurs doskonalenia oficerów łączności
- kompania poligonowa
- kompania techniczna

## Komendanci
OSŁ
- ppłk Mikołaj Mackiewicz (1944–1946)
- płk Michał Ratuszniakow (1946–1949)
- płk Michał Janiszewski (1949–1950)
- płk Edward Gierasimczyk (1956–1967)

OSŁP
- ppłk Jan Klusik (1950–1951)
- płk Stefan Maksymin (1951–1954)
- ppłk Bronisław Krynicki (1954–1955)

OSŁR
- płk Wiktor Zarucki (1950–1951)
- płk Paweł Wołodin (1951–1952)
- płk Mikołaj Rossowski (1952–1953)
- płk Edward Gierasimczyk (1953–1956)